# Campeonato Europeu Júnior de Atletismo de 2007
O Campeonato Europeu Júnior de Atletismo de 2007 foi a 19ª edição do torneio organizada pela Associação Europeia de Atletismo para atletas com menos de vinte anos, classificados como Júnior. O evento foi realizado no Estádio Fanny Blankers-Koen em Hengelo nos Países Baixos, entre 19 e 22 de julho de 2007. Foram disputadas 44 provas sendo quebrados 4 recordes do campeonato, tendo como destaque  a Rússia com 24 medalhas no total, sendo 10 de ouro. 

## Resultados
Esses foram os resultados do campeonato. 

### Masculino
| Evento                          | Ouro                                                                       | Ouro          | Prata                                                                        | Prata      | Bronze                                                                           | Bronze   |
| ------------------------------- | -------------------------------------------------------------------------- | ------------- | ---------------------------------------------------------------------------- | ---------- | -------------------------------------------------------------------------------- | -------- |
| 100 m                           | Julian Reus · Alemanha                                                     | 10.38         | Yannick Lesourd · França                                                     | 10.53      | Giuseppe Aita · Itália                                                           | 10.57    |
| 200 m                           | Alexander Nelson · Reino Unido                                             | 20.83         | Julian Reus · Alemanha                                                       | 20.87      | Luke Fagan · Reino Unido                                                         | 21.08    |
| 400 m                           | Yannick Fonsat · França                                                    | 46.34         | Marcin Klaczanski · Polónia                                                  | 46.46      | Eric Kruger · Alemanha                                                           | 46.49    |
| 800 m                           | Robin Schembera · Alemanha                                                 | 1:47.98       | James Brewer · Reino Unido                                                   | 1:48.08    | Adam Kszczot                                                                     | 1:48.10  |
| 1.500 m                         | Mario Scapini · Itália                                                     | 4:01.31       | Victor Corrales · Espanha                                                    | 4:01.44    | Merihun Crespi · Itália                                                          | 4:01.83  |
| 5.000 m                         | Mourad Amdouni · França                                                    | 14:08.27      | Mohamed Elbendir · Espanha                                                   | 14:14.79   | Dmytro Lashyn · Ucrânia                                                          | 14:15.26 |
| 10.000 m                        | Dmytro Lashyn · Ucrânia                                                    | 29:51.58      | Matti Markowski · Alemanha                                                   | 30:10.75   | Roman Pozdyaykin · Rússia                                                        | 30:13.70 |
| 110 m com barreiras             | Artur Noga · Polónia                                                       | 13.36 =       | Vladimir Zhukov · Rússia                                                     | 13.46 =NJR | Gianni Frankis · Reino Unido                                                     | 13.47    |
| 400 m com barreiras             | Silvio Schirrmeister · Alemanha                                            | 50.60         | Vyacheslav Sakayev · Rússia                                                  | 50.72      | Toby Ulm · Reino Unido                                                           | 50.99    |
| 3.000 m com obstáculo           | Jakub Holusa · Chéquia                                                     | 8:50.30       | Alexandru Ghinea · Roménia                                                   | 8:50.42    | Carlos Alonso · Espanha                                                          | 8:50.95  |
| Revezamento 4 x 100 metros      | Alemanha · Rouven Christ · Julian Reus · Robert Hering · Markus Brandt     | 39.81         | Reino Unido · Funmi Sobodu · Alexander Nelson · Luke Fagan · Leevan Yearwood | 39.83      | França · Charles Figaro · Yannick Lesourd · Frederic Mignot · Nyls Nubret        | 40.21    |
| Revezamento 4 x 400 metros      | Reino Unido · Nigel Levine · Robert Davis · Louis Persent · Jordan McGrath | 3:08.21       | Alemanha · Pascal Nabow · Eric Kruger · Thomas Schneider · Robin Schembera   | 3:08.64    | França · Bruno Naprix · Mickael Francois · Jean-Patrick Rolland · Yannick Fonsat | 3:09.19  |
| 10 km marcha atlética           | Sergej Morozov · Rússia                                                    | 40:02.88      | Matteo Giupponi · Itália                                                     | 40:54.88   | Lluis Torla · Espanha                                                            | 41:06.32 |
| Salto em altura                 | Oleksandr Nartov · Ucrânia                                                 | 2,23 m        | Andriy Protsenko · Ucrânia                                                   | 2,21 m     | Raul Spank · Alemanha                                                            | 2,21 m   |
| Salto com vara                  | Leonid Kivalov · Rússia                                                    | 5,60 m =      | Yevgeniy Ageyev · Rússia                                                     | 5,50 m     | Lukasz Michalski · Polónia                                                       | 5,45 m   |
| Salto em distância              | Olivier Huet · França                                                      | 7,78 m        | Ivan Slepov · Rússia                                                         | 7,61 m     | Marcos Caldeira · Portugal                                                       | 7,58 m   |
| Salto triplo                    | Lyukman Adams · Rússia                                                     | 16,50 m       | Ilya Yefremov · Rússia                                                       | 16,49 m    | Dzmitry Platinski · Bielorrússia                                                 | 16,49 m  |
| Arremesso de peso (6 kg)        | Alexander Bulanov · Rússia                                                 | 19,95 m       | Antonio Vital E Silva · Portugal                                             | 19,66 m    | Nikola Kisanic · Croácia                                                         | 19,63 m  |
| Arremesso de disco (1,75 kg)    | Nikolay Sedyuk · Rússia                                                    | 62,72 m , NJR | Ivan Hryshyn · Ucrânia                                                       | 62,28 m    | Joni Mattila · Finlândia                                                         | 58,05 m  |
| Lançamento de martelo (6,00 kg) | Arno Laitinen · Finlândia                                                  | 71,94 m       | Adrian Pop · Roménia                                                         | 70,80 m    | Siarhei Tsytsoryn · Bielorrússia                                                 | 70,23 m  |
| Arremesso de dardo (800 g)      | Matthias De Zordo · Alemanha                                               | 78,59 m       | Roman Avramenko · Ucrânia                                                    | 75,24 m    | Thomas Smet · Bélgica                                                            | 72,56 m  |
| Decatlo                         | Matthias Prey · Alemanha                                                   | 7908 pts      | Rok Derzanic · Eslovênia                                                     | 7560 pts   | Rico Freimuth · Alemanha                                                         | 7524 pts |

### Feminino
| Evento                          | Ouro                                                                               | Ouro          | Prata                                                                                   | Prata       | Bronze                                                                             | Bronze   |
| ------------------------------- | ---------------------------------------------------------------------------------- | ------------- | --------------------------------------------------------------------------------------- | ----------- | ---------------------------------------------------------------------------------- | -------- |
| 100 m                           | Ezinne Okparaebo · Noruega                                                         | 11.45 NJR     | Inna Eftimova · Bulgária                                                                | 11.52       | Katerina Cechova · Chéquia                                                         | 11.58    |
| 200 m                           | Hayley Jones · Reino Unido                                                         | 23.37         | Yelizaveta Bryzhina · Ucrânia                                                           | 23.66       | Inna Eftimova · Polónia                                                            | 23.78    |
| 400 m                           | Danijela Grgic · Croácia                                                           | 52.45         | Kseniya Ustalova · Rússia                                                               | 52.92       | Olga Fomina · Rússia                                                               | 53.68    |
| 800 m                           | Mirela Lavric · Roménia                                                            | 2:02.84       | Emma Jackson · Reino Unido                                                              | 2:03.23     | Machteld Mulder · Países Baixos                                                    | 2:03.72  |
| 1.500 m                         | Cristina Vasiloiu · Roménia                                                        | 4:15.30       | Stephanie Twell · Reino Unido                                                           | 4.16.03     | Daniela Donisa · Roménia                                                           | 4:18.19  |
| 3.000 m                         | Cristina Vasiloiu · Roménia                                                        | 9:13.51       | Natalya Popkova · Rússia                                                                | 9:14.17     | Daniela Donisa · Roménia                                                           | 9:14.54  |
| 5.000 m                         | Natalya Popkova · Rússia                                                           | 16:08.95      | Ingunn Opsal · Noruega                                                                  | 16:14.59    | Emily Pidgeon · Reino Unido                                                        | 16:31.30 |
| 100 m com barreiras             | Aleksandra Fedoriva · Rússia                                                       | 13.12 NJR     | Laetitia Denis · França                                                                 | 13.35       | Marina Andryukhina · Rússia                                                        | 13.50    |
| 400 m com barreiras             | Fabienne Kohlmann · Alemanha                                                       | 56.42         | Perri Shakes-Drayton · Reino Unido                                                      | 56.46 NJR   | Anastasiya Ott · Rússia                                                            | 57.27    |
| 3.000 m com obstáculo           | Karoline Bjerkeli Grøvdal · Noruega                                                | 9:44.34 , EJR | Kristine Eikrem Engeset · Noruega                                                       | 9:47.35     | Polina Jelizarova · Letônia                                                        | 10:03.91 |
| Revezamento 4 x 100 metros      | Reino Unido · Anike Shand-Whittingham · Ashlee Nelson · Hayley Jones · Asha Philip | 44.52         | Ucrânia · Hanna Titimets · Nataliya Pohrebnyak · Hanna Yaroshchuk · Yelizaveta Bryzhina | 44.77       | Polónia · Martyna Ksiazek · Marika Popowicz · Agnieszka Ceglarek · Weronica Wedler | 45.32    |
| Revezamento 4 x 400 metros      | Rússia · Olga Fomina · Anastasiya Ott · Anna Verkhovskaya · Kseniya Ustalova       | 3:33.95       | Reino Unido · Meghan Beesley · Hayley Jones · Joey Duck · Perri Shakes-Drayton          | 3:37.29     | Alemanha · Wiebke Ullmann · Esther Cremer · Lena Schmidt · Fabienne Kohlmann       | 3:37.32  |
| 10 km marcha atlética           | Anisya Kornikova · Rússia                                                          | 43:27.20      | Yelena Shumkina · Rússia                                                                | 46:24.74    | Alena Kostromitina · Rússia                                                        | 46:41.56 |
| Salto em altura                 | Erika Wiklund · Suécia                                                             | 1,82 m        | Liene Karsuma · Letônia                                                                 | 1,82 m      | Mirela Demitreva · Bulgária                                                        | 1,82 m   |
| Salto com vara                  | Minna Nikkanen · Finlândia                                                         | 4,35 m NJR    | Christina Michel · Alemanha                                                             | 4,25 m      | Anna Katharina Schmid · Suíça                                                      | 4,25 m   |
| Salto em distância              | Manuela Galtier · França                                                           | 6,44 m        | Eloyse Lesueur · França                                                                 | 6,34 m      | Yuliya Pidluzhnaya · Rússia                                                        | 6,28 m   |
| Salto Triplo                    | Kaire Leibak · Estónia                                                             | 14,02 m       | Hanna Knyazheva · Ucrânia                                                               | 13,85 m     | Cristina Bujin · Roménia                                                           | 13,57 m  |
| Arremesso de peso (4 kg)        | Melissa Boekelman · Países Baixos                                                  | 16,51 m       | Alena Kopets · Bielorrússia                                                             | 16,10 m     | Isabell Von Loga · Alemanha                                                        | 15,74 m  |
| Arremesso de disco (1,00 kg)    | Vera Karmishina · Rússia                                                           | 56,16 m       | Sandra Perkovic · Croácia                                                               | 55,42 m     | Tamara Apostolico · Itália                                                         | 52,21 m  |
| Lançamento de martelo (4,00 kg) | Bianca Perie · Roménia                                                             | 64,35 m       | Katerina Safrankova · Chéquia                                                           | 62,95 m     | Natallia Shayunova · Bielorrússia                                                  | 62,73 m  |
| Lançamento de dardo (600 g)     | Vira Rebryk · Ucrânia                                                              | 58,48 m       | Sinta Ozolina · Letônia                                                                 | 57,01 m NJR | Urszula Kuncewicz · Polónia                                                        | 54,83 m  |
| Heptatlo                        | Aiga Grabuste · Letônia                                                            | 5920 pts      | Eliska Klucinova · Chéquia                                                              | 5709 pts    | Nikol Ogrodnikova · Chéquia                                                        | 5607 pts |

## Quadro de medalhas

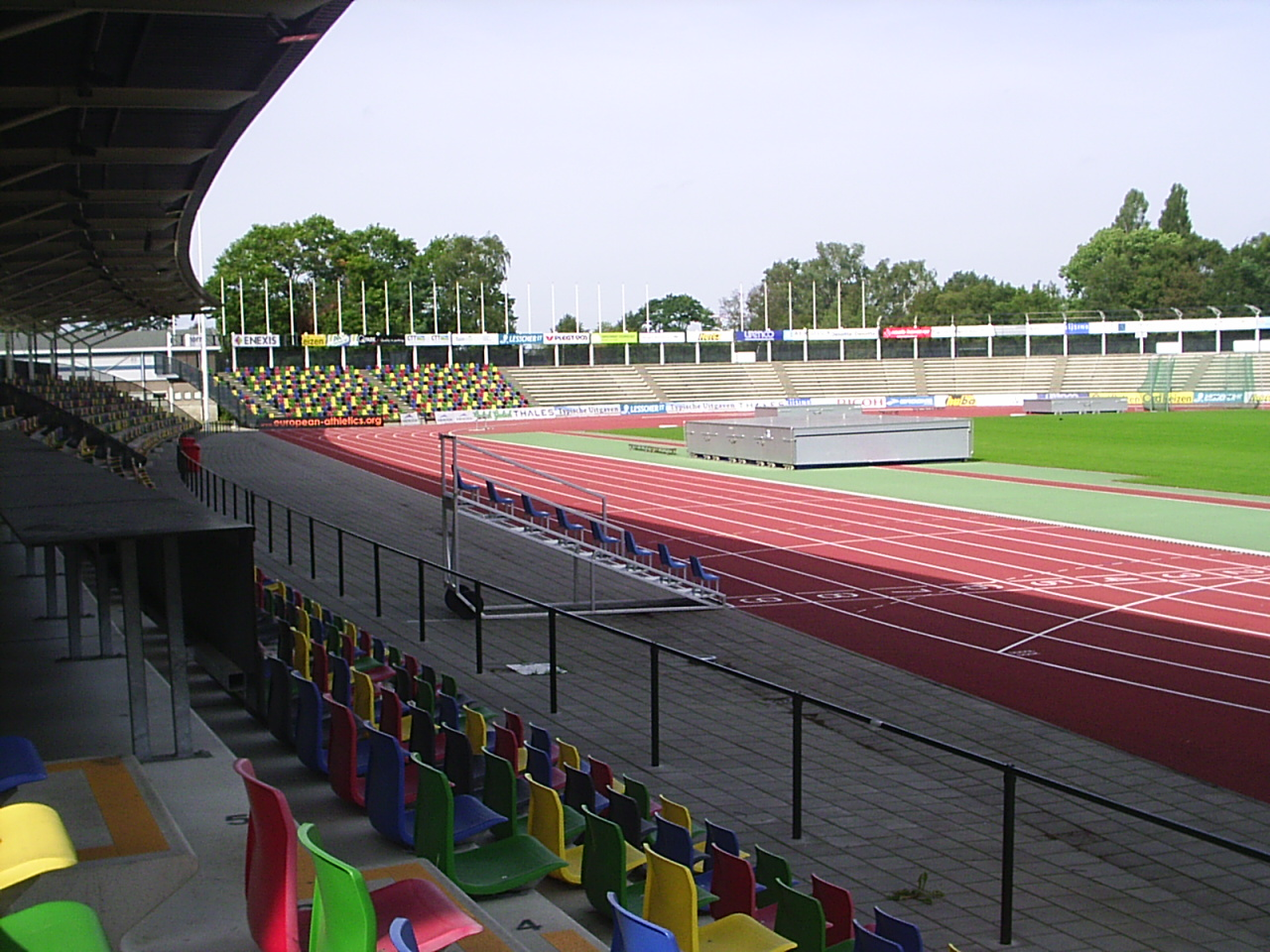
Estádio anfitrião em Hengelo.

| Ordem | País          | Medalha de ouro | Medalha de prata | Medalha de bronze | Total |
| ----- | ------------- | --------------- | ---------------- | ----------------- | ----- |
| 1     | Rússia        | 10              | 8                | 6                 | 24    |
| 2     | Alemanha      | 7               | 5                | 4                 | 16    |
| 3     | Reino Unido   | 4               | 6                | 4                 | 14    |
| 4     | França        | 4               | 3                | 2                 | 9     |
| 5     | Roménia       | 4               | 2                | 3                 | 9     |
| 6     | Ucrânia       | 3               | 6                | 1                 | 10    |
| 7     | Noruega       | 2               | 2                | 0                 | 4     |
| 8     | Finlândia     | 2               | 0                | 1                 | 3     |
| 9     | Chéquia       | 1               | 2                | 2                 | 5     |
| 10    | Letônia       | 1               | 2                | 1                 | 4     |
| 11    | Polónia       | 1               | 1                | 4                 | 6     |
| 12    | Itália        | 1               | 1                | 3                 | 5     |
| 13    | Croácia       | 1               | 1                | 1                 | 3     |
| 14    | Países Baixos | 1               | 0                | 1                 | 2     |
| 15=   | Estónia       | 1               | 0                | 0                 | 1     |
| 15=   | Suécia        | 1               | 0                | 0                 | 1     |
| 17    | Espanha       | 0               | 2                | 2                 | 4     |
| 18    | Bélgica       | 0               | 1                | 3                 | 4     |
| 19    | Bulgária      | 0               | 1                | 2                 | 3     |
| 20    | Portugal      | 0               | 1                | 1                 | 2     |
| 21    | Eslovênia     | 0               | 1                | 0                 | 1     |
| 22=   | Bélgica       | 0               | 0                | 1                 | 1     |
| 22=   | Suíça         | 0               | 0                | 1                 | 1     |

Legenda
| Recorde mundial       | Recorde mundial (World record)               |                       | Recorde africano                      | Recorde africano (African) |                                           | Q | Classificado por posição (Qualified) |
| Recorde do campeonato | Recorde do campeonato (Championship record)  | Recorde da América    | Recorde da América (Americas)         | q                          | Classificado por melhor tempo (Qualified) |   |                                      |
| Melhor marca do ano   | Melhor marca do ano (World leading)          | Recorde asiático      | Recorde asiático (Asian)              | DNS                        | Não largou (Did not start)                |   |                                      |
| Recorde nacional      | Recorde nacional (National record)           | Recorde europeu       | Recorde europeu (European)            | DNF                        | Não terminou (Did not finish)             |   |                                      |
| Recorde pessoal       | Recorde pessoal do atleta (Personal best)    | Recorde da Oceania    | Recorde da Oceania (Oceania)          | DSQ / DQ                   | Desclassificado (Disqualified)            |   |                                      |
| Recorde da temporada  | Recorde da temporada do atleta (Season best) | Recorde sul-americano | Recorde sul-americano (South America) | NM                         | Sem marca (No mark)                       |   |                                      |